# لويس ساندرز
لويس ساندرز (بالإنجليزية: Lewis Sanders)‏ هو لاعب كرة قدم أمريكية أمريكي، ولد في 22 يونيو 1978.

## وصلات خارجية
- لويس ساندرز على موقع مرجع كرة القدم المحترفة.كوم (الإنجليزية)